# Ja gorę!
Ja gorę! – polski film z 1967 w reżyserii Janusza Majewskiego zrealizowany jako jeden z krótkometrażowych filmów z telewizyjnej serii "Opowieści niezwykłe". Film jest swobodną adaptacją opowiadania grozy autorstwa Henryka Rzewuskiego pod tym samym tytułem, jednak w przeciwieństwie do literackiego pierwowzoru jest raczej parodią popularnych motywów występujących w literaturze i filmach grozy.

## Treść
Akcja na początku filmu toczy się w czasach współczesnych. Pogrążonego w pracy Autora odwiedza duch szlachcica Pogorzelskiego. Opowiada mu historię swojego życia. Wraz z jego opowieścią przenosimy się do XVIII wieku. Pogorzelski za udział w konfederacji barskiej zostaje pozbawiony majątku. W trudnej sytuacji wspomaga go książę biskup, który nadaje mu posadę administratora w swoich dobrach w Samsonowie. Z polecenie biskupa szlachcic ma odnowić zrujnowany zamek położony w tejże miejscowości. Okazuje się jednak, że zamek nawiedza duch przebywającego w piekle dawnego właściciela, niejakiego Zatorskiego, który wciąż powtarza kwestię: „ja gorę” (czyli ja płonę).

## Obsada
- Kazimierz Rudzki – autor
- Jerzy Turek – Pogorzelski herbu „Krzywda”
- Jerzy Wasowski – książę biskup
- Władysław Hańcza – duch (głos)
- Cezary Julski – kowal
- Krystyna Kołodziejczyk – Maryśka
- Roman Kosierkiewicz – ksiądz
- Wojciech Zagórski – sługa Pogorzelskiego
- Adam Perzyk – lokaj biskupa
- Marian Opania – Walek